# Petal Maps
Petal Maps ist ein auf TomTom basierender Online-Kartendienst sowie Navigationssystem von Huawei für Geräte mit den Betriebssystemen HarmonyOS, Android und iOS. Er bietet Routenplanung für Reisen zu Fuß, mit dem Auto, dem Fahrrad und öffentlichen Verkehrsmitteln.
2021 wurde Petal Maps mit dem Red Dot Design Award ausgezeichnet.
Petal Maps bietet die Möglichkeit, die Karte durch Vergrößern und Verkleinern anzuzeigen.  Der Benutzer kann die Karte mit der Maus steuern, um sich zum gewünschten Ort zu bewegen. Der Benutzer kann eine Adresse, eine Kreuzung oder einen allgemeinen Bereich eingeben, um auf der Karte zu suchen.
Durch die Suche können auch Restaurants, Hotels, Theatern und allgemeinen Geschäften gefunden werden.
Petal Maps wurde im Oktober 2020 für alle Huawei-Geräte über AppGallery und im Juni 2021 für alle Android-Geräte über Google Play veröffentlicht und ist oft bereits vorinstalliert. Seit März 2022 ist Petal Maps im App Store für iOS-Benutzer verfügbar. Huawei verwendet Petal Maps als Alternative, da sie seit 2019 ohne jene Lizenz nicht auf Google-Dienste wie Play Store, Gmail, Google Maps und weitere Dienste zurückgreifen dürfen.